# Paardenmarkt

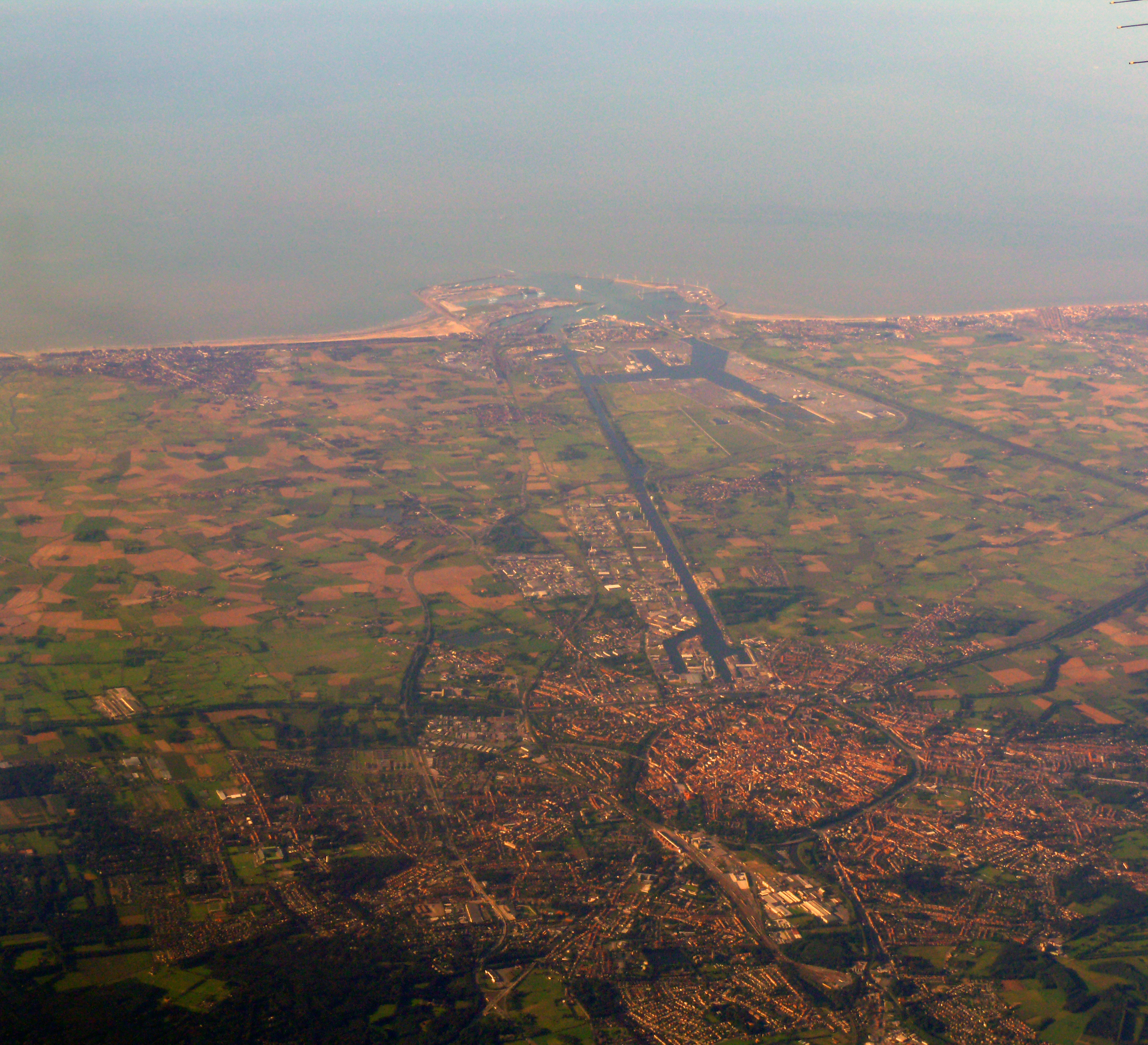
Vue aérienne de la ville de Bruges, du canal Baudouin qui relie Bruges au port méthanier de Zeebruges (qui est aussi port commercial et de tourisme, situé en Flandre belge et s'ouvrant sur la mer du Nord) ; le banc du Paardenmarkt est situé au nord peu après la sortie des jetées du port

Le « banc du Paardenmarkt » est un vaste banc de sable situé en mer du Nord à environ 300-1 500 mètres de la côte belge devant Knokke-Heist non loin  la sortie du port industriel et méthanier de Zeebruges. Il est constitué de sédiments sableux (apportés par les courants de la Manche-mer du Nord et de sédiments plus fins (vases) issus du port de Zeebrugge et du Canal Baudouin qui relie ce port à la ville de Bruges.
Après la fin de la Première Guerre mondiale, de novembre 1919 à mai 1920, à la suite d'une décision prise par le gouvernement belge à la fin de 1919, une entreprise spécialisée a déversé sur ce banc environ 35 000 tonnes de munitions non-explosées. On a pensé dans un premier temps que parmi ces munitions 12 000 tonnes environ étaient principalement des munitions chimiques allemandes (centaines de milliers de grenades chargées de gaz moutarde et de chloropicrine ou d'autres poisons...).
Cette décision pourrait avoir été inspirée par une opération faite peu avant lors de laquelle un stock d’obus non-chimiques de l’armée belge (stockées dans le dépôt central dit « Grand Parc de Campagne ») avait été déversé de la même manière sur des bancs de sable devant la côte de Gravelines en comptant sur le poids des munitions et le courant pour qu'elles s'y enfoncent en profondeur. Sur la base des avis alors disponibles, Urbain, chef du service Hydrographie de la Marine a proposé le banc du Paardenmarkt comme le lieu idéal d'immersion.

## Histoire
Ce déversement a été effectué à la demande des habitants et élus locaux qui craignaient que des milliers d’obus stockés dans les creux de dunes proches de la ville n’explosent. 
L'existence de cette décharge sous-marine d'environ 3 km2(recouverte par un sédiment fin à la suite de la prolongation des digues du port) a été ensuite oubliée jusqu'à ce qu'elle ait été redécouverte en 1971 presque par hasard et que des études notamment basées sur des matériels nouveaux d'exploration sismiques et/ou magnétiques également utilisés en mer Baltique permettent d'évaluer la quantité de munitions présente en profondeur sous le sédiment.
La décharge est actuellement couverte par environ deux à quatre mètres de sable et sédiments mais reste proche de la surface de l'eau,.
En 2013, après des recherches faites par des scientifiques dans les archives gouvernementales belges, il est apparu que ces munitions n'ont probablement jamais été tirées (elles sont souvent encore dans leurs caisses de bois). Il apparait aussi que le nombre de munitions (obus, grenades...) a été jusqu'alors sous-estimé et qu'une grande partie du stock, voire la totalité (les 35 000 tonnes environ), pourrait être constituée de munitions chimiques ; 1/3 de ces munitions seraient chargées en gaz moutarde, le reste pouvant contenir des arsines et d'autres composés toxiques. 
Après l'armistice en 1918 de vastes opérations de désobusage et de récupération de dépôts de munition ont permis de collecter des millions de munitions non-explosées. Elles se sont ajoutées aux dépôts de munitions qui n'avaient pas eu l'occasion d'être tirées. 
Les munitions classiques étaient souvent détruites par pétardage dans des fosses sécurisées, mais cela n’était pas possible pour les obus chimiques stockés près de zones habitées (en raison de leur grande dangerosité). 
Pour des raisons de sécurité et en raison du coût financier élevé de transport et stockage d’armes chimiques, le gouvernement belge, en accord avec les forces alliés a décidé de jeter ces munitions en mer via une péniche à fond ouvrant qui a effectué de nombreux voyages entre la côte et le banc.
Quand le dépôt a été retrouvé après qu'une drague ait "touché" des objets durs sur le fond, et après plusieurs études d’état des lieux faites avec l'Université de Gand sous l'égide de l'OSTC (Federal Office for Scientific, Technical and Cultural Affairs), le gouvernement a estimé que la solution la moins couteuse et la plus sûre serait de ne rien toucher. 
Le site est néanmoins marqué par des bouées et constamment surveillé ; il est naturellement interdit aux activités de pêche et à l'ancrage, mais les petits voiliers de l'école de voile peuvent encore y circuler.

## Prospective
Une modélisation de la dispersion de l'ypérite et d’agents chimiques arsénicaux (composés des obus dits Clark I et Clark II) dans les sédiments a été faite et discutée. 

La modélisation a généré des données simplifiées de concentration pour des échelles temporelles et géographiques en cas de fuite d'une munition modélisée. 

Selon ce modèle, tant que le banc reste en place et que les obus sont enfouis dans le sédiment marins (relativement anoxique en sub-surface dans cette zone) une fuite d'ypérite (dans le sédiment) ne produira  des effets toxiques directs qu'à quelques centimètres de l’enveloppe de la munition. 
Par contre en utilisant une munition avec un  contenu estimé de 44 g d'arsenic des simulations pour des obus chargés au CLARK I et II, donne une estimation de sous-produits arséniés plus préoccupante (volume théorique concerné serait une sphère de sédiment d'un rayon de 0,5 m 10 ans après le début de la fuite, et trois fois plus (en volume) après 100 ans.
Le risque de tsunami et tremblement de terre est faible mais non nul. Une certaine bioturbation semble possible et le risque d’un échouage accidentel de grand navire sur le banc est plus élevé. 
Des études cherchent à améliorer le protocole de surveillance de ce type de site , et l’évaluation du risque écotoxique et à retrouver leur histoire dans les archives

### Vidéographie
- Menaces en mers du Nord ; Les stocks des bombes de gaz moutarde issus de 14/18 et ceux des armes chimiques provenant de la 2nde Guerre Mondiale ont été jetés au fond des mers du Nord puis oubliés. Comment les récupérer pour dépolluer ?, documentaire d'Élise Benoit|Réalisation : Jacques Loeuille |REAL Productions/France 3 Hauts-de-France| Publié le 05/10/2018, mis à jour le 09/10/2018